# Bencao yan yi
Interprétation étendue de la matière médicale
La pharmacopée chinoise Bencao yan yi 本草衍义 / 本草衍義 « Interprétation étendue de la matière médicale »,  est un ouvrage de pharmaceutique de l'époque des Song du Nord (960-1127) qui à l’origine portait le titre de 本草廣義 Bencao guang yi (dont le caractère guang 廣 fut changé par la suite en un synonyme yan 衍 en raison d’un tabou sur les noms de la dynastie des Song du Sud). L'expert médical  Kòu Zōngshì 寇宗奭 l’a composé en 1116, puis son neveu Kòu Yuē 寇約 l’a imprimé en utilisant des planches gravées, en 1119,. Elle comporte 20 juan 卷.
D’après diverses remarques venant de monographies consacrées à la Bencao yan yi, les charges de fonctionnaire de Kou Zongshi qui l’ont amené à beaucoup voyager, lui ont donné l’opportunité de collecter des informations sur les remèdes utilisés dans plusieurs régions. Il avait manifestement assez d’esprit critique pour ne pas croire toutes les affirmations des anciennes pharmacopées et était capable d’examiner personnellement tout ce qui lui paraissait douteux.
À la demande de l’empereur, l’examen du contenu de la Bencao yan yi par les autorités médicales valut à Kou Zongshi beaucoup d'éloges. Il fut en conséquence nommé expert pour l’achat des drogues.
Tout comme les néo-confucéens avaient incorporé des idées du taoïsme et du bouddhisme dans le confucianisme pour le revitaliser, Kou Zongshi intégra les explications naturalistes via la théorie des correspondances systématiques aux observations directes des effets des médicaments, pour proposer des mécanismes explicatifs de leurs actions thérapeutiques. C’est ce syncrétisme idéologique qui est la caractéristique principale de son œuvre selon Paul Unschuld.

## Plan
Les trois premiers juan constituent une introduction large et systématique (xuli 序例) au sujet. Kou Zongshi y exhorte le praticien à éviter les erreurs de diagnostic et de thérapie. Mais c’est surtout dans ces sections introductives que l’on trouve les innovations méthodologiques les plus intéressantes.
Il propose d'étendre l'usage les concepts médicaux développés dans le Huangdi nei jing qui servaient de base théorique à la thérapie par les aiguilles (l’acupuncture) et à la thérapie par les massages tuina 推拿, à la thérapie pharmaceutique. La théorie des correspondances systématiques permet de mettre en évidence des liens entre les saveurs des drogues et les facteurs pathogènes externes.
Le texte principal de la Bencao yan yi, composé de 17 juan, commente 460 médicaments spécifiques de la matière médicale, tirés principalement de 
1. Jiayou buzhu Shennong bencao 嘉祐補注神農本草 (forme courte Jia you bencao 嘉祐本草),
2. d’un commentaire daté du milieu du XIe siècle sur l'ancienne pharmacopée Shennong bencao 神農本草
3. de la Bencao tujing « Pharmacopée illustrée » 本草圖經 du VIIe siècle (tirée de la Xinxiu bencao 新修本草).

## Syncrétisme idéologique
Pendant environ deux millénaires, la méthode traditionnelle de compilation des bencao (pharmacopée) a consisté à aligner tous les textes de matière médicale, des plus anciens aux plus récents, les uns après les autres, même s'ils formaient un tout sans cohérence, voire même complètement contradictoire. Cette grande tolérance de points de vue divergents de la tradition des bencao était probablement vue par les auteurs comme une autorisation d’exprimer librement leur propre opinion. En revanche, un observateur moderne, qui considère la médecine et la pharmaceutique de ces époques anciennes comme des protosciences, et non comme une série d’opinions philosophiques, religieuses ou idéologiques, chercherait à savoir si des efforts ont été déployés pour départager empiriquement des assertions incohérentes ou contradictoires. Une des assertions pourrait alors l'emporter ou la recherche pourrait aboutir à une analyse nouvelle cohérente.
Les néoconfucéens de la période Song ont exploré une intégration de certaines idées du taoïsme et du bouddhisme dans le cadre confucéen, cherchant une harmonie et un enrichissement mutuel plutôt qu'une exclusion stricte des autres traditions.
Les efforts pour unifier les points de vue divergents qui furent le motif principal des créateurs du néoconfucianisme, n’affecta la médecine que dans la deuxième moitié du XIe siècle. En intégrant des explications naturalistes et en systématisant la théorie des correspondances, tout en se basant sur l'observation directe traditionnelle pour évaluer les remèdes naturels, Kou Zongshi a enrichi la tradition des Bencao d'une manière similaire à la façon dont les néo-confucéens ont incorporé des idées du taoïsme et du bouddhisme pour revitaliser et étendre le confucianisme. Ces deux mouvements témoignent d'une volonté d'intégration d’idées nouvelles dans le respect des traditions.
La Bencao yan yi a souvent été reconnue par les auteurs chinois et japonais, comme un texte précurseur de la littérature sur la matière médicale de l’époque suivante des Jin - Yuan 金元.
Kou était séduit par une approche naturaliste de la médecine, comme celle proposée par la théorie alors populaire de la circulation du qi (yunqixue 运气学). Son ouvrage marque ainsi le début de l’intégration des doctrines du yin yang et des Cinq phases (wuxing) et d’une manière générale des bases doctrinales de la médecine du Huangdi neijing dans la littérature des materia medica, caractéristique de la période Song du Sud (1127-1179) et Jin-Yuan 金元 (1115-1368).

## Le contenu de la Bencao yan yi

### Les trois premiers chapitres introductifs
Dans les deux premiers chapitres, Kou Zongshi présente ses vues sur la théorie médicale et sur l’application qui peut en être faite en matière de soins santé. Le troisième chapitre énumère des cas particuliers de maladies et de leur traitement, avec de nombreuses références à un médecin de l’époque Han 汉, Zhang Ji 張機, c'est-à-dire Zhang Zhongjing 張仲景 (142-219).
Thérapie et art de vivre
Paul Unschuld donne une traduction du premier chapitre et d’une section du chapitre deux qui sera utilisée ici. Ce texte très dense et riche d’informations reflète une sagesse basée sur la recherche de l’harmonie, de l’équilibre et de l’évitement des facteurs pathogènes externes. Les pratiques médicales s’intègrent dans tout un art de vivre. 
Kou Zongshi dans la préface indique
« Les principes du soin de santé sont nombreux ; en les résumant, il n’y en a que trois de véritables: 1. nourrir l'esprit, 2. économiser le qi vital, et 3. prévenir les maladies [yī yǎng shén 一養神，èr xī qì 二惜氣，sān dī jí 三堤疾]…
 Si on s'accroche à la fondation de son origine [yuan 元], à consolider le véritable qi de l'essence [jing 精], alors les trois foyers [du Triple brûleur sānjiāo  三焦] trouvent leur place, les six voleurs [liù zéi 六賊] oublient leur forme, le domaine de la conscience se vide, l'harmonie parfaite est ainsi atteinte, et alors le qi se stabilise de lui-même. C'est là l'art de traiter prudemment les influences (qi) .
 Consommer la nourriture et la boisson en temps approprié, ajuster le chaud et le froid [par des vêtements appropriés] aux conditions extérieures, éviter les Huit perversions [bā xié 八邪] dans les allées et venues, ne pas forcer le sommeil et l'éveil, alors le corps sera naturellement en paix. C'est là prévenir les maladies. »
La force de ces recommandations est considérablement renforcée dans le texte chinois par l’emploi de nombreuses formes quadrisyllabiques, semblables aux tournures idiomatiques figées des chengyu 成语. Ces formes sont plus faciles à mémoriser et à l’oreille, elles sonnent avec force comme des slogans ou des maximes.
Poursuivons l'analyse du texte:
« Ces trois méthodes sont très faciles à pratiquer, pourtant les gens se persuadent qu'elles sont difficiles et n’ont pas la volonté de les suivre. Ainsi, une méthode pour prolonger la vie existe, mais peu de gens la valorisent vraiment, ce qui mène à la mort. C'est pourquoi les maladies s'attaquent aux uns et aux autres, et l'harmonie céleste est rapidement perdue. Les sages, compatissants, ont donc offert des techniques de préservation et de sauvetage, accompagnées de médicaments pour éliminer les maladies, permettant à tous, qu'ils soient conscients ou non, d'atteindre le domaine de la longévité. »
L’art de vivre longtemps en bonne santé commence par des recommandations de bon sens sur la manière de manger, de boire, de dormir, de contrôler son style de vie quotidien.
Analyse des raisons des symptômes par le système de correspondances pentanaires
La section suivante traite du changement d’approche de la matière médicale. La description passe des aspects pragmatiques des anciennes pharmacopées à une approche théorique de l’utilisation des drogues. Kou Zongshi incorpore des éléments de la théorie médicale du Huangdi nei jing, notamment les concepts de yin et yang, les correspondances des Cinq phases (五行 wuxing), et l'importance de l'harmonie entre le corps humain et l'environnement naturel. Il souligne la nécessité d'une approche holistique dans le traitement des maladies, l'importance d'adapter les traitements à l'individu, et la prudence dans l'utilisation des médicaments pour éviter les déséquilibres et les effets secondaires.
Pour la première fois les drogues ne sont pas présentées comme des outils pour combattre directement des maladies, mais comme des entités complexes dont certaines de leurs qualités vont être dirigées contre des caractéristiques spécifiques des facteurs pathogènes.
Kou Zongshi reconnait là en partie les effets physiologiques des Cinq influences malignes (vent, chaleur, humidité, froid et sécheresse) de l’environnement qui seront reconnues après l’époque Jin Yuan et des effets thérapeutiques des Cinq saveurs exercées par les drogues (voir wuxing 五行). Il prend en compte un autre facteur pathogène qu’il nomme chōng qì 沖氣, une influence difficile à définir, provenant de la terre et pénétrant dans tout le corps.  
Pour bien faire comprendre le texte de Kou Zongshi, Paul Unschuld donne le tableau suivant
| Correspondance entre quintuplets de facteurs pathogènes, de saveurs des drogues et de leurs effets |                      |                     |                      |
| Facteurs pathogènes extérieurs                                                                     | Effets               | Saveurs des drogues | Effets               |
| Froid (han 寒)                                                                                     | Durcir (jian 堅)     | Salé (xian 咸)      | Rapprocher (ruan 軟) |
| Chaleur (re 熱)                                                                                    | Rapprocher (ruan 軟) | Amer (ku 苦)        | Durcir (jian 堅)     |
| Vent (feng 風)                                                                                     | Disperser (san 散)   | Acide (suan 酸)     | Rassembler (shou 堅) |
| Sécheresse (zao 燥)                                                                                | Rassembler (shou 收) | Âcre (xin 辛)       | Disperser (san 散)   |
| chōng qì 沖氣                                                                                      | Harmoniser (he 和)   | Doux (gan 甘)       | Apaiser (huǎn 緩)    |

« Depuis que le ciel et la terre ont été séparés, l'origine de toutes les créatures réside uniquement dans les cinq qi 氣 (influences). Lorsque les cinq qi sont en équilibre, les cinq saveurs (wei 味) émergent. Lorsque les cinq saveurs émergent, cela conduit à des milliers de transformations et de changements, jusqu'à l'infini. Ainsi, on dit que ce qui donne naissance aux êtres est le qi, et ce qui les fait mûrir est la saveur wei…Si le qi du froid durcit (hánqì jiān 寒氣堅), alors la saveur correspondante peut être utilisée pour rapprocher les choses. Le qi du chaud est souple (rèqì ruǎn 熱氣軟), donc sa saveur correspondante peut être utilisée pour solidifier. Le qi du vent disperse (fēngqì sàn 風氣散), donc sa saveur peut être utilisée pour rassembler. Le qi de la sécheresse rassemble (zàoqì shōu 燥氣收), donc sa saveur peut être utilisée pour disperser. L’influence pathogène nommée chōng qì 沖氣 vient du sol (tu 土). Ce qi central harmonise tout, donc sa saveur peut être utilisée pour modérer…Si les vaisseaux sont rapprochés, ils sont en harmonie. C’est pourquoi les vaisseaux peuvent être nourris avec [des choses] salées. Si les os sont rassemblés, ils sont forts. Par conséquent, les os peuvent être nourris avec des choses acides [...] » (Toutes les traductions se sont fortement appuyées sur celles en anglais de Paul Unschuld).
À chaque facteur pathogène externe (comme le vent) correspond un effet sur le corps (disperser san) qui peut être contré en trouvant une drogue avec une saveur ayant l’effet inverse (la saveur acide rassemble shou).
Le texte se poursuit ainsi en établissant de multiples correspondances. Le Huangdi neijing (Suwen et Lingshu) avait déjà développé un système de correspondance entre d’innombrables quintuplets du monde naturel et de l’homme (voir Wuxing).
Le chapitre 1 donne un exemple de raisonnement s'appuyant sur ce système

L’association des Cinq phases est bois↔foie, feu↔coeur, terre↔rate, métal↔poumons, eau↔rein

« Les êtres humains dépendent du qi [des influences les plus subtiles] et du sang pour vivre, et lorsqu'ils tombent malades, c'est souvent en raison d'une atteinte initiale à leur qi et à leur sang. Il existe des jeunes hommes et des jeunes femmes qui, en raison de pensées excessives et de préoccupations mentales, finissent par s'épuiser mentalement. Pour les hommes, cela se manifeste par un teint pâle, et pour les femmes, par l'arrêt de leurs menstruations. Pourquoi cela arrive-t-il ? Les soucis et les réflexions excessives blessent le cœur [xin 心], ce qui entraîne une inversion [du sens de circulation] et un épuisement du sang [xue 血]. Quand le sang coule dans la direction inappropriée et s’épuise, il en résulte une dissipation de la clarté mentale [shen 神] et du teint [se 色] et arrêt précoce des règles. Lorsque le feu interne est atteint, il ne peut plus nourrir correctement le corps, ce qui entraîne une perte d'appétit. Une rate [pi 脾] affaiblie réduit le qi du métal [jin 金, élément associé aux poumons], provoquant ainsi une toux. Une toux persistante épuise les liquides, asséchant les membres. Le qi du bois [mu 木 élément associé au foie] ne circulant pas correctement, cela provoque une colère excessive, des cheveux ternes et des muscles affaiblis. Lorsque les cinq organes [wuzang 五 赃] sont atteints, même si la personne ne meurt pas immédiatement, elle est destinée à mourir. Cette condition est particulièrement difficile à traiter, car elle provient d'une atteinte des cinq organes et ne peut être soignée par des médicaments seuls. Cependant, si la personne peut changer d'état d'esprit et utiliser des médicaments appropriés, elle peut avoir une chance de survivre. Cet exemple illustre les maladies chroniques, qui doivent être traitées en fonction du pouls et des symptômes. » (Traduit avec l’aide de ChatGPT et de Paul Unschuld)
Avec beaucoup d’attention, on peut suivre une suite d’engendrements suivants les principes du système de correspondances pentanaires prédéfinies. Ce système établit des correspondances entre des suites de cinq catégories mises en correspondances une à une par de vagues homologies. Bien sûr, il ne faut pas y voir des relations causales. Le système formel donne des « raisons » formelles abstraites mais pas des « causes » naturelles concrètes.
Dans le paragraphe suivant Kou Zongshi souligne qu’un mode de vie sain est la meilleure mesure préventive contre la maladie. Après avoir invoqué les principes de modération du confucianisme, il cite des maximes du taoïste Zhuangzi ainsi que des réflexions sur le détachement bouddhique.
Kou Zongshi aborde aussi le problème du champ conceptuel posé par le concept de qi 氣, aux multiples acceptions.
« Dans l’introduction [de la Shennong bencao jing], il est mentionné que les médicaments possèdent cinq saveurs [wuwei 五味] (acide, salé, doux, amer et piquant) et quatre qi [si qi 四氣] (froid, chaud, tiède et frais). Je voudrai examiner un peu plus cette assertion. Lorsqu'on parle de qi, il s'agit en fait de l'odeur, qu'elle soit aromatique ou fétide ; [en ce qui concerne] le froid, le chaud, le tiède et le frais, [ces notions] se réfèrent aux propriétés naturelles des médicaments [yao zhi xing 藥之性]. Par exemple, comme il est dit dans la section sur l'oie : la graisse d'oie est de nature froide [xing leng 性冷], mais on ne peut pas dire que son qi soit froid, d'autant plus que chaque médicament a sa propre nature. Concernant les quatre qi, ils sont [au choix] : aromatique, fétide, nauséabond ou puant ; donc, on ne peut pas les associer avec le froid, le chaud, le tiède et le frais… Dans les sections introductives, le terme qi [qi zi 氣字] pourrait être mal interprété par les générations futures, il serait donc approprié de le remplacer par le terme « propriété » [xing zi 性字] pour que le sens soit correct. »
Dans le second chapitre, Kou Zongshi place pour la première fois dans la pharmacopée, les notions de yin et yang en relation avec l’existence humaine.
« L'existence humaine est en réalité le rassemblement des influences (qi ) du yin et du yang. Si on ne parvient pas à harmoniser les influences du yin et du yang, cela nuit à la vie. Ainsi, le « Baoming Quanxing Pian » 寶命全形篇 dit : Les gens naissent des influences du ciel et de la terre. Il dit aussi : Lorsque le ciel et la terre unissent leurs influences, on a un être humain qui émerge. C’est possible parce ce que ce qui [est catégorisé comme le] yang se transforme en influences des plus fines, et ce qui [est catégorisé en] yin se matérialise comme forme [以陽化氣、陰成形] ».
Kou Zongshi était opposé à l’usage de drogue efficace de manière isolée car elle pourrait rompre l’équilibre entre le yin et le yang. De plus l’utilisation de médicaments spécifiques pour des symptômes spécifiques sans considérer l’état global de l’individu, va à l’encontre de son approche holistique.

### Les notices sur les drogues
Kou Zongshi discute de 500 drogues dans ses 466 notices (ou monographies). Il décrit leur origine, leurs effets physiologiques, leurs indications, la forme appropriée qu’elles doivent avoir pour être appliquée, les incompatibilités, leurs aspects extérieurs. Mais tous les points ne sont pas examinés systématiquement, loin sans faut car souvent les notices sont assez courtes.
Dans la plupart des notices, Kou se contente de citer quelques caractéristiques de la drogue qui n’ont pas été indiquées dans les anciennes bencao, ou bien cite une assertion d’un auteur qu’il considère fausse, pour la corriger aussitôt.
Certaines notices essaient de motiver l’usage de la drogue, comme par exemple celle sur le « lait humain » (rén rǔzhī 人乳汁) :
« Le lait humain : il a beaucoup d’effets bénéfiques pour le traitement des yeux. Pourquoi ? Le cœur produit le sang et le foie le stocke. Quand le foie a reçu le sang, alors on peut voir. Car, lorsque l’eau entre dans les conduits alors le sang est généré de lui. Il est également dit : quand il monte, il devient du lait ; quand il descend, il devient des menstruations. Ainsi, on sait que le lait est du sang. L’utiliser comme goutte oculaire (collyre), comment cela ne pourrait-il ne pas être approprié ? Le sang est yin 阴, donc sa nature est froide (xing leng 性冷).  Ceux qui stockent le froid dans les dépôts (organes zang 藏) ne doivent pas trop manger de fromage et d’aliments similaires. Bien qu’on parle de lait de vache ou de brebis, ceux-ci ne sont pas dispensés [des catégories du] yin et yang. Les barbares de l’Ouest [Xīróng 西戎] produisent du fromage de chamelle ou de jument. Les personnes âgées souffrant d’aphtes et incapables de manger, trouvent bénéfique de boire du lait humain chaud. »
On a là un bel exemple des innovations explicatives de Kou Zongshi: comment en proposant des hypothèses sur la physiologie humaine (l’origine du lait des femmes se trouve dans le sang) et en recourant aux principes de correspondance (le sang est yin donc de nature froide), on peut alors le recommander pour diverses indications (sous forme de collyre par exemple).
Mais la plupart des notices ne recourent à aucune explication naturaliste. Ainsi la notice sur la « corne de rhinocéros » (xījiǎo 犀角) ne s’intéresse qu’à l’aspect visible de la matière médicale. Kou discute des motifs et des marbrures colorées des cornes qui sont considérés comme des indicateurs de qualité mais il ne mentionne ni son usage thérapeutique et encore moins ne donne d’explications naturalistes sur l’efficacité thérapeutique de cette drogue. En effet sa bencao yan yi ne donne que des informations complémentaires aux notices traditionnelles, supposées connues du lecteur.
La notice sur le « cormoran » lúcí 鸕鷀 est aussi révélatrice de l’esprit critique de Kou Zongshi, capable de corriger les dires des anciens sur la base d’observations personnelles. Il indique que selon Tao Yinju (c’est-à-dire Tao Hongjing) que cet oiseau ne produit pas d’œufs mais qu’il les crache de son bec. Il s'ensuit que les femmes enceintes n’osent pas manger de cet oiseau car ils crachent leur progéniture de leur bouche. Pourtant Kou Zongshi invoque un souvenir quand il était en poste à Lizhou où un grand arbre se trouvait derrière son bureau où nichaient 30 à 40 cormorans. Il les observait jour et nuit. Manifestement ils s’accouplaient et produisaient des œufs de couleur verdâtre. Comment pourraient-ils cracher leur progéniture ? Ceci n’a jamais été étudié. Apparemment, les anciens auteurs avaient écouté un récit erroné, dit-il.

### Citations de laBencao yan yidans d’autres œuvres
Dans la Bencao gangmu, Li Shizhen le cite 717 fois la Bencao yan yi, sous les noms de Kou Zongshi bencao, Kou shi bencao 寇氏本草, Yanyi, Zong shi ou Kou xiansheng 寇先生 « M. Kou » .
La Bencao yanyi (autre transcription de Bencao yan yi) a aussi circulé sous la forme d’un appendice de la Da guan bencao 大觀本草. Le texte a servi de source primaire de l’encyclopédie médicale Zhenglei bencao 類證本草, durant la dynastie Yuan (1279-1368).

### Compléments de la Bencao yanyi
Plus de deux siècles plus tard, le travail de Kou Zongshi sera parachevé par Zhu Zhenheng, à la fin de la dynastie Yuan avec la Bencao yanyi buyi (1347) qui introduira quelques innovations et surtout qui aura bénéficié des approches innovantes de Liu Wansu (1120-1200), Zhang Congzheng (1156-1228) et Li Gao (1180-1251).